# 星毛杜鹃
星毛杜鹃（学名：Rhododendron kyawii），为杜鹃花科杜鹃花属下的一个植物种。